# Hélice (géométrie)

Tracé d'une hélice sur un cône, la courbe de base est une spirale logarithmique

Pour les articles homonymes, voir hélice et hélice (biochimie).
En géométrie, l'hélice est une courbe dont la tangente en chaque point fait un angle constant avec une direction donnée. Selon le théorème de Lancret, les hélices sont les seules courbes pour lesquelles le rapport entre la courbure et la torsion soit constant.
On utilise parfois le mot hélice dans le sens restrictif d'hélice circulaire tracée sur un cylindre de révolution.

## Types
Il existe de nombreux types d'hélices, certaines sont désignés en référence à leur courbe directrice (Γ), d'autres en référence à la surface sur laquelle elles sont tracées. On peut citer
| Hélice                | Courbe directrice      | Surface sur laquelle elle est tracée |
| --------------------- | ---------------------- | ------------------------------------ |
| Hélice circulaire     | Cercle                 | Cylindre de révolution               |
| Hélice elliptique     | Ellipse                | Cylindre elliptique                  |
| Hélice conique        | Spirale logarithmique  | Cône de révolution                   |
| Hélice sphérique      | Épicycloïde            | Sphère                               |
| Hélice du paraboloïde | Développante du cercle | Paraboloïde                          |
| Hélice du H1          |                        | Hyperboloïde à une nappe             |

## Hélice circulaire

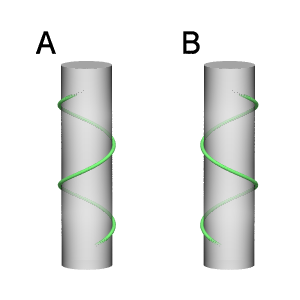
Hélice circulaire avec un pas à droite (A) ou à gauche (B)

Une hélice  circulaire est inscrite sur un cylindre de révolution. L'axe de ce cylindre est appelé axe de l'hélice, le rayon de ce cylindre est appelé rayon de l'hélice. Toute droite tracée sur le cylindre est coupée par l'hélice en intervalles réguliers dont la longueur fixe est appelée le pas de l'hélice.

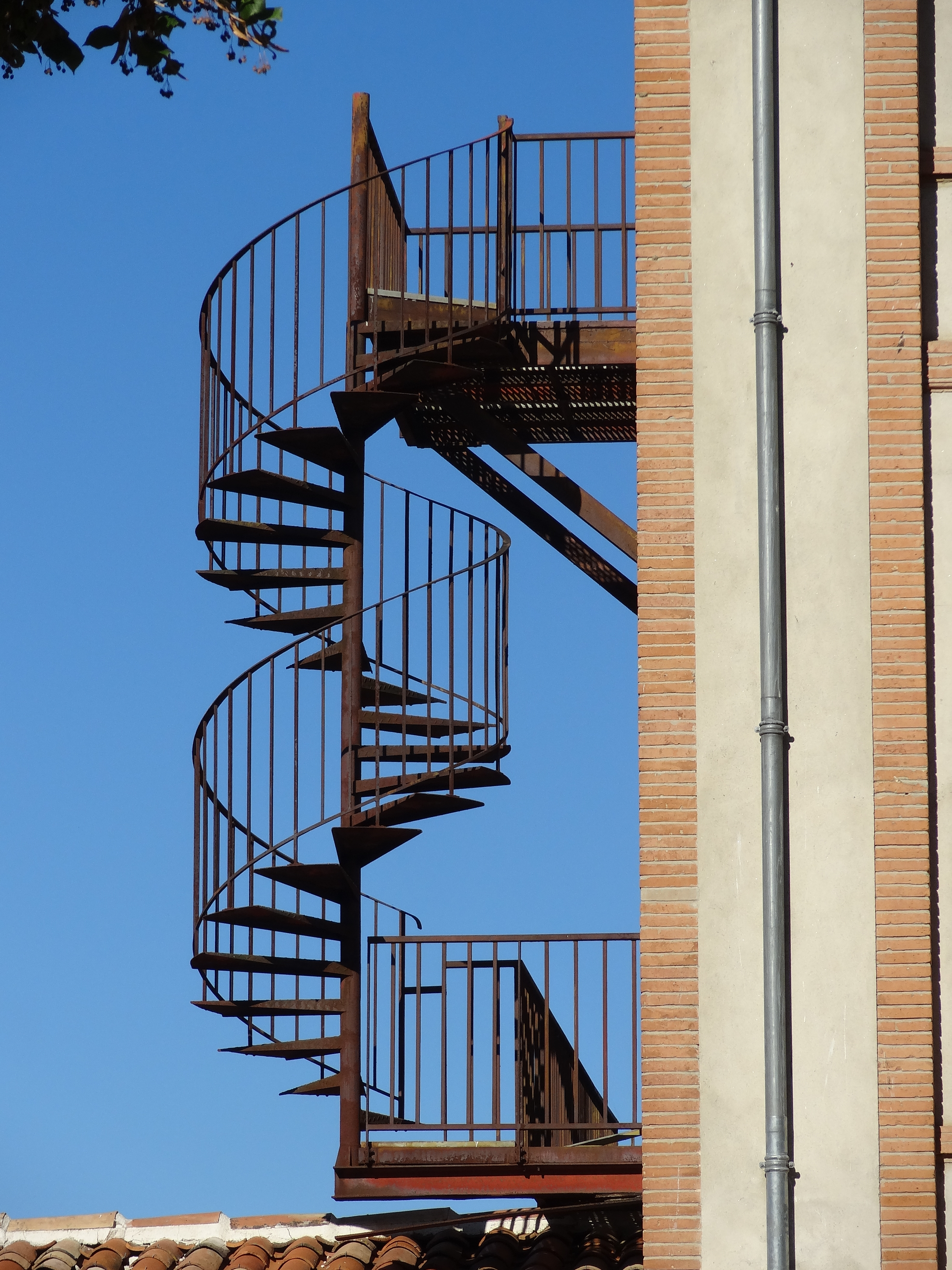
Escalier en hélice

Pour obtenir une hélice circulaire de manière simple, prendre une feuille rectangulaire, tracer un trait sur une diagonale et enrouler la feuille pour former un cylindre d'axe parallèle à son grand ou à son petit côté; le trait dessine une hélice. C'est aussi la forme des ressorts à boudin, des solénoïdes, des filetages et taraudages et des rampes d'escaliers en colimaçon.

### Équations paramétrées
Dans l'espace muni d'un repère orthonormé direct {\displaystyle \ (O,{\vec {i}},{\vec {j}},{\vec {k}})}, il existe deux hélices circulaires infinies d'axe {\displaystyle (O,{\vec {k}})}, de rayon a et de pas 2πb dont les équations paramétriques rectangulaires sont:
{\displaystyle \left\{{\begin{aligned}x(t)&=a\cos(t)\\y(t)&=a\varepsilon \sin(t)\\z(t)&=bt\end{aligned}}\right.}
où ε vaut 1 (hélice dextre) ou -1 (hélice senestre).
Les équations paramétriques en coordonnées cylindriques sont:
{\displaystyle \left\{{\begin{aligned}r&=a\\\theta &=\varepsilon t\\z&=bt\end{aligned}}\right.}
où ε vaut 1 ou -1.
Si on pose c2 = a2 + b2, les équations paramétriques en  paramétrage normal sont
{\displaystyle \left\{{\begin{aligned}x(s)&=a\cos(s/c)\\y(s)&=a\varepsilon \sin(s/c)\\z(s)&=bs/c\end{aligned}}\right.}
où ε vaut 1 ou -1.

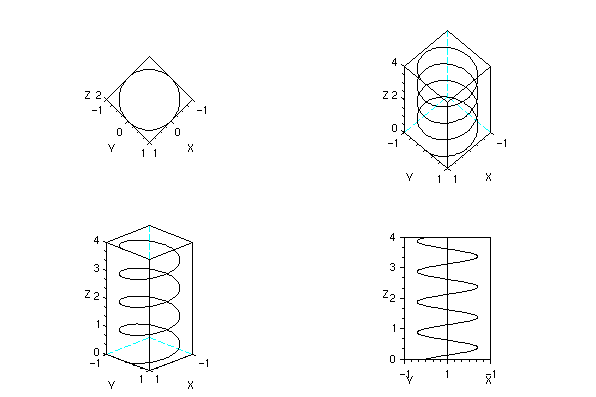
Hélice circulaire vue selon plusieurs angles

La projection d'une hélice circulaire sur un plan orthogonal à son axe est un cercle. Sur un plan parallèle à son axe, elle se projette selon une sinusoïde.
La longueur d'un arc d'hélice circulaire de rayon a et de pas 2πb pris entre les paramètres t1 et t2 vaut :
{\displaystyle \ell (t_{1},t_{2})=c|t_{2}-t_{1}|}
où c2 = a2 + b2

### Tangente et sécante
Si on note 
{\displaystyle {\overrightarrow {OM}}(t)=f(t)\left\{{\begin{aligned}x(t)&=a\cos(t)\\y(t)&=a\varepsilon \sin(t)\\z(t)&=bt\end{aligned}}\right.}
La dérivée de f est :
{\displaystyle f'(t)\left\{{\begin{aligned}x(t)&=-a\sin(t)\\y(t)&=a\varepsilon \cos(t)\\z(t)&=b\end{aligned}}\right.}
Ce vecteur est de norme c = √a2 + b2 et fait avec le vecteur {\displaystyle {\vec {k}}} un angle constant θ tel que
{\displaystyle \cos(\theta )={\frac {f'(t)\cdot {\vec {k}}}{c}}={\frac {b}{c}}\qquad \tan(\theta )={\frac {a}{b}}}
On appelle angle de l'hélice le complémentaire α de l'angle θ.
La norme constante c du vecteur f '(t) permet de justifier les équations de la courbe en paramétrage normal et l'expression de la longueur d'un arc.
Une sécante (M1M2) à l'hélice fait avec le vecteur {\displaystyle {\vec {k}}} un angle θ1,2 tel que 
{\displaystyle \cos(\theta _{1,2})={\frac {b(t_{2}-t_{1})}{M_{1}M_{2}}}={\frac {b}{c}}{\frac {\ell (t_{2}-t_{1})}{M_{1}M_{2}}}>{\frac {b}{c}}} (règle du plus court chemin)
Cet angle est donc toujours plus petit que θ. Ceci fait de l'hélice un exemple illustrant le fait que le théorème des accroissements finis (toute sécante d'une courbe différentiable est parallèle à une tangente) n'est pas vrai pour les courbes gauches.

### Courbure et développée
En paramétrisation normale, si on note 
{\displaystyle {\overrightarrow {OM}}(s)=r(s)\left\{{\begin{aligned}x(s)&=a\cos(s/c)\\y(s)&=a\varepsilon \sin(s/c)\\z(s)&=bs/c\end{aligned}}\right.}
le vecteur unitaire tangent est 
{\displaystyle t(s)=r'(s)\left\{{\begin{aligned}x(s)&=-{\frac {a}{c}}\sin(s/c)\\y(s)&={\frac {a}{c}}\varepsilon \cos(s/c)\\z(s)&={\frac {b}{c}}\end{aligned}}\right.}
et sa dérivée est
{\displaystyle t'(s)=\kappa \,n(s)\left\{{\begin{aligned}x(s)&=-{\frac {a}{c^{2}}}\cos(s/c)\\y(s)&=-{\frac {a}{c^{2}}}\varepsilon \sin(s/c)\\z(s)&=0\end{aligned}}\right.} 
Le courbure est donc {\displaystyle {\frac {a}{c^{2}}}} et le vecteur normal n(s) est le vecteur normal au cercle de base au point m projeté de M.
Le plan osculateur (M, t, s) coupe le plan de base selon l'angle α de l'hélice et selon une droite perpendiculaire à la tangente au cercle de base en m.
Le centre de courbure en M a pour coordonnées
{\displaystyle C(s)=\left\{{\begin{aligned}x(s)&=(a-{\frac {c^{2}}{a}})\cos(s/c)\\y(s)&=(a-{\frac {c^{2}}{a}})\varepsilon \sin(s/c)\\z(s)&=bs/c\end{aligned}}\right.}
L'ensemble des centres de courbure, c'est-à-dire la développée de l'hélice est une hélice de même pas, de rayon b2/a et d'angle complémentaire à  α. La développée de cette développée redonne l'hélice de départ.

### Torsion
Le troisième vecteur du repère de Frenet, c'est-à-dire le vecteur binormal b(s) a pour coordonnées
{\displaystyle b(s)\left\{{\begin{aligned}x(s)&={\frac {b}{c}}\varepsilon \sin(s/c)\\y(s)&=-{\frac {b}{c}}\cos(s/c)\\z(s)&={\frac {a}{c}}\end{aligned}}\right.}
Le plan rectificateur, orthogonal au vecteur n est le plan tangent au cylindre au point M.
La dérivée du vecteur b(s) fournit la torsion τ
{\displaystyle b'(s)=-\tau \,n(s)=\left\{{\begin{aligned}x(s)&=-\varepsilon {\frac {b}{c^{2}}}\cos(s/c)\\y(s)&=-\varepsilon {\frac {b}{c^{2}}}\varepsilon \sin(s/c)\\z(s)&=0\end{aligned}}\right.}
La torsion est donc une constante égale à {\displaystyle \varepsilon {\frac {b}{c^{2}}}}. Réciproquement, la forme d'une courbe étant entière déterminée par sa fonction courbure et sa fonction torsion, les seules courbes à courbure et torsion constantes sont les hélices circulaires.

## Hélice cylindrique générale
Plusieurs approches presque équivalentes sont possibles pour définir des hélices générales.
Une hélice (H) est une courbe régulière tracée sur un cylindre et coupant les génératrices du cylindre suivant un angle θ constant. La direction des génératrices est l'axe de l'hélice. La courbe obtenue par intersection du cylindre avec un plan normal à son axe est la base de l'hélice ou directrice de l'hélice (Γ). Le complémentaire α de l'angle θ est l'angle de l'hélice. Si  α est nul, l'hélice est une courbe plane, et si α  est droit, l'hélice est une génératrice.
Pour α appartenant à ]0,π/2[, en choisissant un repère orthonormé dont le troisième vecteur {\displaystyle {\vec {k}}} est directeur de l'axe du cylindre, on démontre, que, dans une paramétrisation normale de l'hélice (abscisse curviligne σ), la composante suivant {\displaystyle {\vec {k}}} est nécessairement affine de pente sin(α) et que l'abscisse curviligne sur (Γ) orientée par les σ croissants est une fonction affine de pente cos(α). 
Réciproquement, si (Γ) est une courbe plane régulière de paramétrisation normale g(s), si  {\displaystyle {\vec {k}}} est un vecteur unitaire normal au plan de la courbe (Γ) et si a et b sont deux réels quelconques, la courbe de paramétrisation
{\displaystyle f(s)=g(s)+(as+b){\vec {k}}}
est une hélice d'axe  de direction {\displaystyle {\vec {k}}}, de base (Γ) et d'angle  α tel que tan(α)=a. Cette réciproque fournit, pour α non droit, une deuxième définition équivalente de l'hélice.
En développant le cylindre dans un plan, l'hélice se déploie alors suivant une droite faisant avec le déploiement de  (Γ) un angle  α.
Si la courbe (Γ) est fermée de longueur S, la distance entre deux points consécutifs de l'hélice situés sur une même génératrice est fixe, c'est le pas de l'hélice. Il est égal à tan(α)S
Si l'hélice est birégulière, son vecteur normal est celui du vecteur normal de la courbe  (Γ). Sa courbure est proportionnelle à celle de la courbe (Γ):
{\displaystyle \kappa _{H}=\cos ^{2}(\alpha )\kappa _{\Gamma }}
Si le point M de (H) se projette orthogonalement en m de (Γ), le plan osculateur en M coupe le plan de base suivant un angle α et suivant une droite perpendiculaire à la tangente à (Γ) en m. Le plan rectifiant est tangent au cylindre.
Si la courbe est birégulière d'ordre 3, la torsion est proportionnelle à la courbure de (Γ):
{\displaystyle \tau _{H}=\sin(\alpha )\cos(\alpha )\kappa _{\Gamma }}
Le rapport entre la courbure et la torsion est constant:
{\displaystyle {\frac {\tau _{H}}{\kappa _{H}}}=\tan(\alpha )}
Réciproquement, une courbe birégulière d'ordre 3 pour laquelle le rapport entre courbure et torsion est constant est une hélice (théorème de Lancret).
Il existe d'autres propriétés caractéristiques de l'hélice:
- Une courbe birégulière dont la normale est toujours orthogonale à un vecteur unitaire fixe {\displaystyle {\vec {k}}} est une hélice.

Hélice sphérique

- Une courbe birégulière dont le vecteur binormal fait avec un vecteur unitaire fixe {\displaystyle {\vec {k}}} un angle constant est une hélice.

## Sources
- Robert Ferreol et Jacques Mandonnet, « Hélice circulaire », sur Encyclopédie des formes mathématiques remarquables, 2011 (consulté le 17 avril 2017)
- Robert Ferreol, « Hélice ou courbe de pente constante », sur Encyclopédie des formes mathématiques remarquables, 2009 (consulté le 17 avril 2017)
- Patrice Tauvel, Géométrie : Agrégation . Licence 3e année . Master, Dunod, 2005, 2e éd.
- Maurice d'Ocagne, Cours de géométrie descriptive et de géométrie infinitésimale., Gauthier-Villars et fils, 1896 (BNF 31030206)
- Jean Delcourt, Analyse et géométrie : les courbes gauches de Clairaut à Serret et Frenet (Thèse de Doctorat), 19 décembre 2007 (lire en ligne).